# Новиков, Анатолий Григорьевич (режиссёр)
Анато́лий Григо́рьевич Но́виков (укр. Анатолій Григорович Новіков; 5 июля 1927, Константиновка, Донецкая область, Украинская ССР — 26 января 2017, Симферополь, Крым) — советский и украинский театральный актёр, режиссёр и театральный деятель, Народный артист Украинской ССР (1984). Лауреат Государственной премии СССР (1977).

## Биография
С 1943 года работал художником горпромкомбината в Константиновке.
В 1945—1961 годах был артистом Донецкого театра имени А. С. Пушкина в Енакиево. В 1958 году окончил Государственный институт театрального искусства им. А. В. Луначарского (ныне ГИТИС) и в 1959—1962 годах работал режиссёром-постановщиком драматических театров Читы и Саратова. В 1963 году окончил режиссёрские курсы при ГИТИСе.
В 1963—1965 годах был главным режиссёром Липецкого театра драмы. В 1965—1972 годах — главный режиссёр Брянского драматического театра и Пермского драматического театра.
С 1972 года руководил Крымским академическим русским драматическим театром им. М. Горького в Симферополе. Был директором государственной школы-студии при театре. На выборах городского головы Симферополя 2002 года поддерживал кандидатуру Валерия Ермака.
За свою театральную карьеру сыграл более сотни ролей, поставил более 150 спектаклей. В том числе поставил несколько спектаклей в Русенском (Болгария) и Кечкеметском (Венгрия) театрах.
Скончался в Симферополе 26 января 2017 года. Похоронен на кладбище Абдал-1 на подъездной аллее.

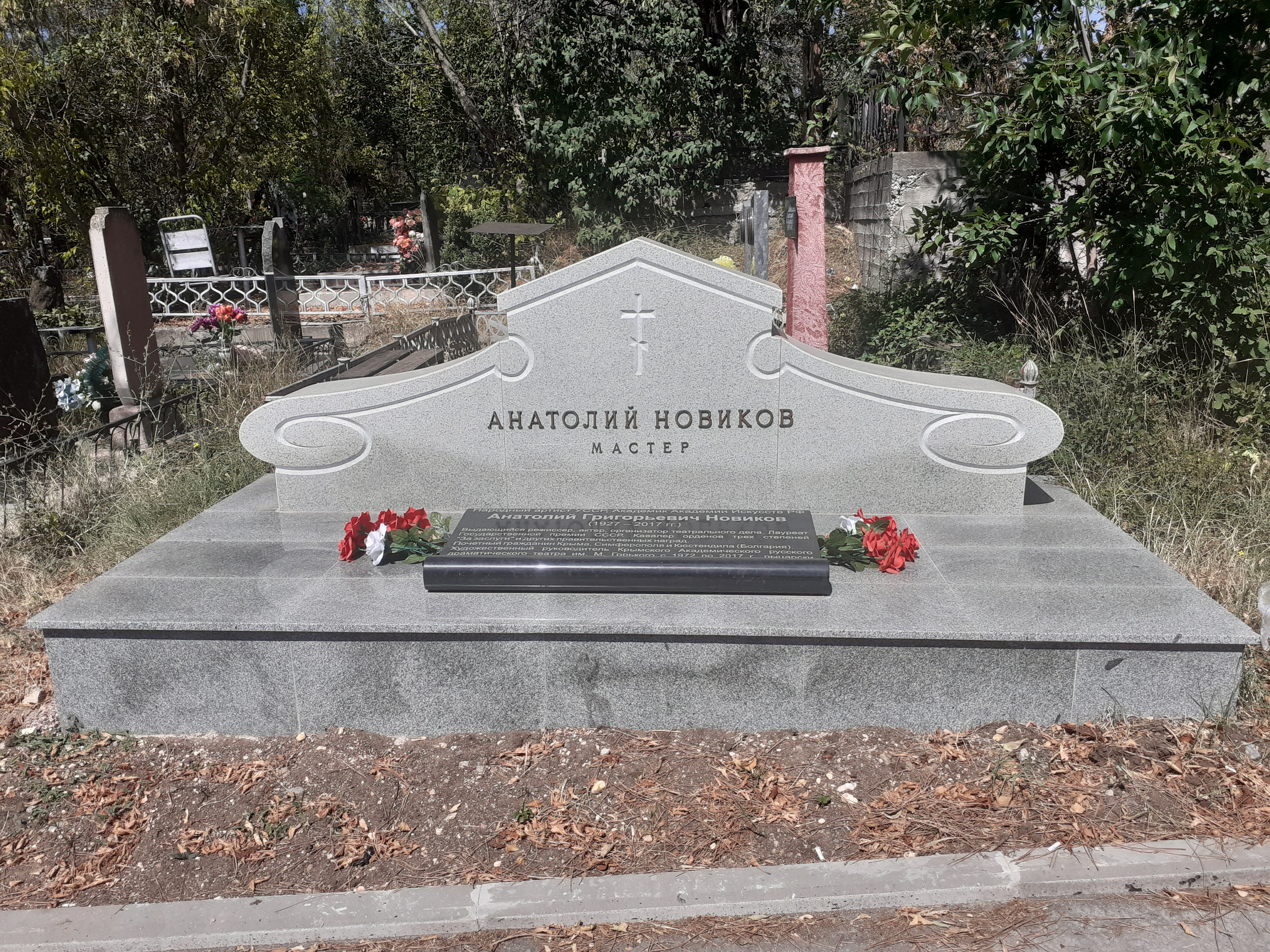
Могила режиссёра А. Г. Новикова на кладбище Абдал-1 в Симферополе. Фото А. Трифонова

## Награды и премии
- Орден «За заслуги» I степени (24 ноября 2006 года) — за значительный личный вклад в развитие театрального искусства, весомые творческие достижения и высокий профессионализм[4].
- Орден «За заслуги» II степени (2002).
- Почётный знак отличия Президента Украины (9 ноября 1995 года) — за весомые личные заслуги в развитии театрального искусства[5].
- Орден Дружбы (30 сентября 2012 года, Россия) — за большой вклад в развитие и укрепление сотрудничества с Российской Федерацией[6].
- Орден «Знак Почёта» (1981).
- Народный артист Украинской ССР (1984).
- Заслуженный деятель искусств Украинской ССР (1977).
- Государственная премия СССР за спектакль «Они были актёрами» Г. Г. Натансона и В. В. Орлова (1977).
- Государственные премии Автономной Республики Крым (1994, 2006).
- Почётная грамота Президиума Верховного Совета УССР (1987).
- Грамота Президиума Верховного Совета УССР (1974).
- Почётный гражданин Автономной Республики Крым (5 мая 1997 года) — за выдающиеся заслуги в развитии и популяризации театрального искусства и большой личный вклад в становление Крымского академического русского драматического театра им. М. Горького[7]
- Знак отличия Автономной Республики Крым «За верность долгу» (8 ноября 2006 года) — за значительный личный вклад в развитие культуры и искусства Автономной Республики Крым, творческие  достижения в профессиональной деятельности, многолетний добросовестный труд и в связи с 185-летием со дня основания Крымского  академического  русского драматического театра им. М. Горького[8].
- Почётный гражданин Симферополя.
- Почётная грамота Президиума Верховной Рады Автономной Республики Крым (20 марта 2000 года) — за вклад в развитие культуры и театрального искусства Автономной Республики Крым, высокий профессионализм и в связи с Международным днём театра[9].
- Почётный член Крымской академии наук.
- Действительный член Академии искусств Украины (2009).
- Золотая медаль им. А. Д. Попова (1974).
- Золотая медаль Академии искусств Украины (2008).

## Работы в театре

### Актёр
- «Дядя Ваня» — Астров
- «Мастер и Маргарита» — Воланд
- «Маскарад» — Арбенин
- «Анна Каренина» — Каренин
- «Коварство и любовь» Фридриха Шиллера — Президент
- «Доходное место» — Вышневский

### Режиссёр
- 1961 — «Ленинградский проспект» И. Штока — Забродин
- 1972 — «Царь Фёдор Иоаннович» А. К. Толстого
- 1973 — «Последние» М. Горького
  - «Они были актёрами» Г. Натансона, В. Орлова
- 1976 — «Версия» А. Штейна
- 1979 — «Маскарад» М. Лермонтова
  - «Дядя Ваня» А. Чехова
  - «Три сестры» А. Чехова
- 1981 — «Мастер и Маргарита» М. Булгакова
- 1983 — «Ревизор» Н. Гоголя
- 1984 — «Двое на качелях» У. Гибсона
- 1985 — «Новоселье в старом доме» А. Кравцова
- 1988 — «Фаворит» В. Пикуля, Г. Бодыкина
- 1989 — «Дальше. Дальше. Дальше» М. Шатрова
- 1992 — «Дом сумасшедших» Э. Скарпетта
  - «Ричард III» У. Шекспира
- 1997 — «Коварство и любовь» Ф. Шиллера
- 1999 — «Поминальная молитва» Г. Горина
- 2000 — «Леди Макбет Мценского уезда» Н. Лескова
- 2001 — «Дети Ванюшина» С. Найденова
- 2004 — «Волки и овцы» А. Островского
- 2007 — «Такие люди нам нужны» А. Островского
- 2008 — «Женитьба Андрюши» А. Островского, Н. Соловьева
- 2009 — «Афинские вечера» П. Гладилина
  - «Роскошные женщины» Н. Демчика
- 2010 — «Учитель танцев» Лопе де Вега
  - «Горе от ума» А. Грибоедова
  - «Чайка» А. Чехова